# ریچارد تیلر (فیلمساز)
ریچارد تیلر (انگلیسی: Richard Taylor؛ زادهٔ دهه 1960') یک چهره‌پرداز اهل نیوزیلند است.
از فیلم‌ها یا برنامه‌های تلویزیونی که وی در آن نقش داشته‌است می‌توان به نقره فراموش‌شده اشاره کرد.

## افتخارات
- نامزد: جایزه اسکار بهترین طراحی لباس، ارباب حلقه‌ها: یاران حلقه (۲۰۰۱)
- برنده: جایزه اسکار بهترین چهره‌پردازی و آرایش مو، ارباب حلقه‌ها: یاران حلقه (۲۰۰۱)
- برنده: جایزه اسکار بهترین جلوه‌های تصویری، ارباب حلقه‌ها: یاران حلقه (۲۰۰۱)
- برنده: جایزه اسکار بهترین چهره‌پردازی و آرایش مو، ارباب حلقه‌ها: بازگشت پادشاه (فیلم) (۲۰۰۳)
- برنده: جایزه اسکار بهترین طراحی لباس، ارباب حلقه‌ها: بازگشت پادشاه (فیلم) (۲۰۰۳)
- برنده: جایزه اسکار بهترین جلوه‌های تصویری، کینگ کونگ (فیلم ۲۰۰۵) (۲۰۰۵)